# Institut für Schallforschung
Das Institut für Schallforschung (ISF, englisch ARI) ist eine außeruniversitäre Forschungseinrichtung der Österreichischen Akademie der Wissenschaften. Es wurde 1972 als Kommission für Schallforschung gegründet, im Jahr 1994 in eine Forschungsstelle umgewandelt und besteht seit 2000 als Institut für Schallforschung.

## Forschungsschwerpunkte
Das ISF ist eine multidisziplinäre Forschungseinrichtung, die Fragestellungen im Bereich der Akustik wissenschaftlich untersucht. Im Rahmen anwendungsorientierter Grundlagenforschung werden Zusammenhänge entlang der „Schallkette“, von der Erzeugung über die Ausbreitung bis zur Wahrnehmung, erforscht. Das Institut beschäftigt sich mit folgenden Themengebieten der Akustik:
- Akustische Phonetik
- Psychoakustik und experimentelle Audiologie
- Physikalische und Numerische Akustik
- Mathematik und Signalverarbeitung in der Akustik
- Maschinelles Lernen
- Musikalität und Bioakustik

Aktuelle Forschungsprojekte umfassen die Untersuchung und Verbesserung der Lokalisation von Schallquellen bei Trägern von Neuroprothesen, sogenannten Cochleaimplantaten, die Modellierung und Verbesserung von Lärmschutzmaßnahmen im Auto- und Schienenverkehr, die phonetische Analyse von regionalen Dialekten und die mathematische Modellierung von Sprachproduktionssystemen; weiters die Verbesserung von perzeptiven Kodierungsalgorithmen (wie z. B. MP3) mittels mathematischer Modelle, basierend auf der Untersuchung dynamischer Eigenschaften des Gehörs, insbesondere der Rückkopplung zwischen den peripheren und mehr zentralen Verarbeitungsstufen, sowie die Weiterentwicklung der mathematischen Theorie der Signal-Repräsentation optimiert für Fragestellungen der Produktion und Perzeption von Schall. Um präzise akustische Modelle und effiziente Methoden erstellen zu können, ist die Einbindung anwendungsorientierter und numerischer Mathematik, Signalverarbeitung und Methoden der künstlichen Intelligenz essenziell. Der fächerübergreifende Ansatz des Instituts erlaubt die Entwicklung von Innovationen basierend auf Synergieeffekten der multidisziplinären Forschung, die wiederum die individuellen Forschungsgebiete stimulieren. In der Grundlagenforschung entwickelte Methoden werden zudem in Softwareentwicklungen für die Praxis umgesetzt.
Das Institut wird von Peter Balazs geleitet.
2024 untersucht Sprachwissenschaftlerin Eva Reinisch in einem zwölfmonatigen Projekt mit ihrem Forschungsteam, bestehend aus Jan Luttenberger, Yaqian Huang und Stefan Dzever, am Institut für Schallforschung, wie das typische Meidlinger L tatsächlich klingt.